# Microsoft Office 4.3
Microsoft Office 4.3 – wersja pakietu Microsoft Office wydana 2 czerwca 1994 roku, jako następca pakietu Office 4.0. Jest ostatnim wydaniem 16-bitowym działającym w systemach Windows 3.x. Miesiąc później opublikowano wersję dla Windows NT, o numerze 4.2. Office 4.3 współpracuje także z Windows 95.
Następcą Microsoft Office 4.3 jest Microsoft Office 95, wydany 24 sierpnia 1995 r.

## Komponenty
Microsoft Office 4.3 zawiera cztery aplikacje: procesor tekstu Word 6.0, arkusz kalkulacyjny Excel 5.0, edytor prezentacji PowerPoint 4.0 oraz narzędzie do obsługi baz danych Access 2.0. Jest ostatnim wydaniem pakietu, w którym komponenty posiadały różne numery wersji.

## Edycje
Office 4.3 był dostępny w dwóch wersjach. 
| Aplikacja  | Standard | Professional |
| ---------- | -------- | ------------ |
| Word       | Tak      | Tak          |
| Excel      | Tak      | Tak          |
| PowerPoint | Tak      | Tak          |
| Access     | Nie      | Tak          |

## Nośnik
Pakiet był rozprowadzany w zestawie dyskietek 3,5" lub na płytach CD zawierających również program Bookshelf. 

### Wersja polska
Dostępna była również wersja w języku polskim, której pliki instalacyjne zapisano na 40 dyskietkach.

## Wymagania sprzętowe
- Procesor: minimum 386
- System operacyjny: Windows 3.x, Windows 95
- Pamięć RAM: minimum 4 MB
- Miejsce na dysku: minimum 29 MB